# Тёткино (Курская область)
Тёткино — посёлок городского типа в Глушковском районе Курской области России. Образует одноимённое муниципальное образование посёлок Тёткино со статусом городского поселения как единственный населённый пункт в его составе.
После начала в 2022 году вторжения России на Украину посёлок, расположенный вблизи линии фронта, часто оказывается под обстрелами.

## География
Расположен на левом берегу реки Сейм (приток Десны), в 25 км к западу от районного центра — посёлка Глушково. Непосредственно по окраине посёлка (частично по реке Сейм) проходит государственная граница России с Украиной (Сумская область). Граничит с населённым пунктом Украины селом Рыжевка, в некоторых местах государственная граница проходит по границам огородов граждан, родственники живут по разные стороны границы.
Тёткино закрыто для свободного посещения иностранными путешественниками, так как находится в пограничной зоне.
В трёх километрах к западу от посёлка находится одноимённый железнодорожный остановочный пункт на линии Ворожба — Хутор-Михайловский (на 2009 год действует участок до остановочного пункта Локоть).

## История
Годом основания Тёткино считается 1650 год. Тёткино основано выходцами из нынешней Полтавской области Украины (черкасы), а также служивыми людьми (стрельцами) из Московского государства, в первую очередь теми, кто нёс пограничную службу в этих местах, на так называемом Московском кордоне. Согласно описи стольника Орлова Ф. Г. (1685): «…село Тёткино — за многими помещиками 55 черкас да ещё крепостных крестьян 15 дворов. По свидетельству помещиков Григория Большого да Андрея Трифонова с братьями, построили они его лет 40 тому».

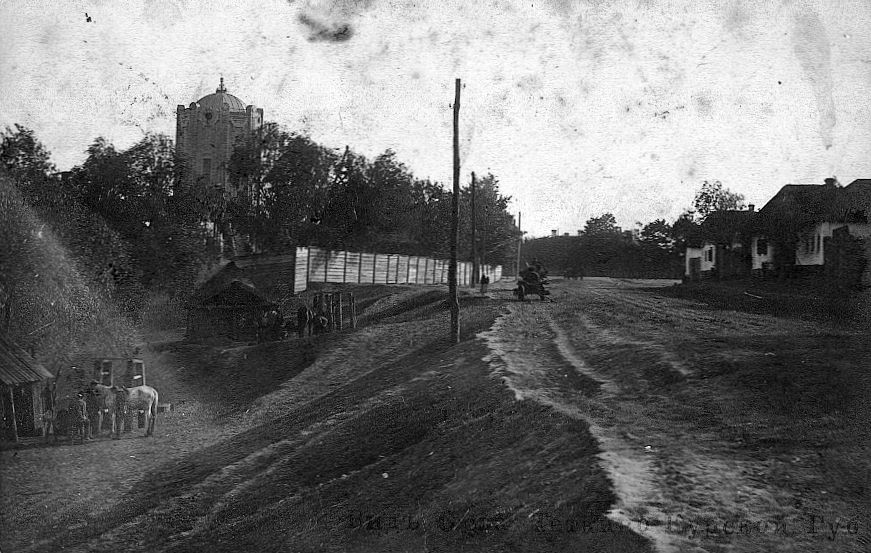
Тёткино в начале XX века

В 1861 году был основан сахарный завод, в 1865 году вступил в строй спиртовой завод (Тёткинский винокуренный), в 1886 году заработала паровая мельница. Хозяевами этих предприятий были известные в России и Европе сахарозаводчики Терещенко (представитель семьи Терещенко, Терещенко Михаил Иванович, 1886—1956 годы, является Почётным гражданином Теткино). Тёткино приобрело черты типичного для послереформенной России рабочего посёлка.
В годы Великой Отечественной войны с 8 октября 1941 года по 2 сентября 1943 года посёлок был оккупирован немецкими войсками. За эти месяцы было арестовано и расстреляно 40 человек, угнано в Германию 118 жителей села, публично повешено 12 советских подпольщиков. 2 сентября 1943 года войска Воронежского фронта форсировали реку Сейм и освободили посёлок.
Статус посёлка городского типа — с 1957 года.
В ходе вторжения России в Украину посёлок, расположенный вблизи линии фронта, регулярно находится под обстрелами со стороны Украины: по состоянию на ноябрь 2022 года он попадал под обстрелы не менее пятнадцати раз, в том числе в мае 2022 года в результате обстрела погиб один человек.

## Население
| 1939  | 1959  | 1970  | 1979  | 1989  | 2002  | 2009  |
| ----- | ----- | ----- | ----- | ----- | ----- | ----- |
| 7849  | ↘7400 | ↘7058 | ↘6137 | ↘5375 | ↘5224 | ↘4550 |
| 2010  | 2012  | 2013  | 2014  | 2015  | 2016  | 2017  |
| ↘4223 | ↘4061 | ↘3956 | ↘3856 | ↘3743 | ↘3683 | ↘3610 |
| 2018  | 2019  | 2020  | 2021  |       |       |       |
| ↘3508 | ↘3438 | ↘3337 | ↗3852 |       |       |       |

## Известные жители и уроженцы
- Иван Петрович Анищенко (1914—1996) — советский военачальник, генерал-майор инженерных войск.
- Михаил Борисович Шейнфельд (1922—2011) — советский и российский историк.
- Анатолий Николаевич Демьянович (1908—1983) — заместитель министра машиностроения, заместитель председателя Госплана РСФСР, дважды лауреат Сталинской премии, родился в селе Тёткино.
- Сергей Владимирович Пелетминский (1931—2022) — советский и украинский физик-теоретик, академик Академии наук УССР.